# Bloomin' (RADiO BERRYの番組)
Bloomin' （ブルーミン）は、RADiO BERRYで平日の朝に放送していたラジオ番組である。

## 概要
RADiO BERRYの朝ワイド番組はこれまで『B-UP!』（7:30 - 10:49）が放送されてきた。
2018年4月の改編で、月〜木と金で番組を分割、さらに9時を境に枠を分割し、2つの番組を放送することとなった。そのうち、月〜木の7:30 - 9:00に放送されるのがこの番組である。

## パーソナリティ

### 2018年4月～2019年12月
- （月・火）高賀茂沙緒里
- （水・木）野澤朋代

### 2020年1月～3月
- （月）水間有紀
- （火）落合江美
- （水・木）野澤朋代

### 2020年4月～2021年3月
- （月・火）須賀由美子
- （水・木）水間有紀

## タイムテーブル
2018年10月現在
- 7:30　番組オープニング
- 7:35　RADIO BERRY TRAFFIC
- 7:40　NEWS FLASH
- 7:51　RADIO BERRY WEATHER
- 7:55　Bloomin' ラッキーチェック
- 8:00　DRIVING WEATHER
- 8:10　Honda Smile Mission

… JFN系列Aライン番組。FMぐんま，radio CUBE FM三重の除くJFN36局ネット。
- 8:20　RADIO BERRY TRAFFIC
- 8:22　Bloomin' TIMES
- 8:30　RADIO BERRY WEATHER
- 8:46　街頭献血情報
- 8:47 RADIO BERRY NEWS
- 8:54　快適生活ラジオショッピング